# Assemblée parlementaire des Nations unies
Pour les articles homonymes, voir Assemblée parlementaire.
L’Assemblée Parlementaire des Nations unies (APNU, en anglais : United Nations Parliamentary Assembly ou UNPA) désigne la proposition d’ajouter au système des Nations unies une chambre de représentation qui permettrait une forme de participation des corps législatifs des États membres, et à terme l’élection directe par les citoyens du monde. L’idée avait été évoquée à la Société des Nations dans les années 1920 et à nouveau après la Seconde Guerre mondiale en 1945, mais est restée en sommeil durant la guerre froide. Dans les années 1990 et 2000, le développement du commerce mondial et des organisations internationales qui en assurent la gouvernance ont conduit à des appels en faveur d’une assemblée parlementaire pour assurer le suivi de leurs activités. La campagne internationale pour l’établissement d’une Assemblée parlementaire des Nations unies a été créée en 2007 afin de coordonner les efforts en faveur de l’APNU.
Ses partisans ont étudié plusieurs possibilités pour la mise en œuvre de l’APNU, y compris l’adoption d’un nouveau traité, la création de cette assemblée comme une annexe de l’Assemblée générale des Nations unies, ou bien la transformation de l’Union interparlementaire ou d’une autre organisation non gouvernementale. Plusieurs propositions de répartition des votes ont été envisagées afin de prendre en compte la disparité de la population des membres de l’ONU et leur poids économique.
La campagne pour la création de l’APNU suggère que l’Assemblée ait dans un premier temps un rôle consultatif pour progressivement avoir une autorité plus grande au sein du système des Nations unies. Les adversaires de cette idée évoquent le financement, la participation et l’existence de pays non démocratiques au sein de l’ONU comme des raisons pour abandonner ce projet.

## Historique
Les propositions pour une assemblée parlementaire au niveau de l'organisation mondiale des nations date au moins des années 1920, lorsque les fondateurs de la Société des Nations examinèrent - pour la rejeter - l'idée d'une assemblée des peuples au sein de la structure de la SDN.
Les documents fondateurs de la Société des Nations et des Nations unies comportent peu de mécanismes permettant une participation des citoyens et des législateurs, à l'exception de l'article 71 de la Charte des Nations unies, prévoyant que le Conseil économique et social des Nations unies peut accorder un statut consultatif à certaines organisations, et les chapitres XVIII et XIX qui prévoient que la ratification et les amendements doivent être approuvés par les États membres conformément aux procédures prévues dans leurs constitutions, ce qui implique la participation des corps législatifs et/ou un débat public.
En 1945, le politicien britannique Ernest Bevin proposa une assemblée populaire mondiale en déclarant à la Chambre des communes (Royaume-Uni) que « on devrait étudier une chambre élue par les peuples du monde auprès de laquelle les nations devraient rendre des comptes ». Le 16 octobre 1945, avant même l'entrée en vigueur de la charte des Nations unies, le juge à la Cour suprême des États-Unis à la retraite, Owen J. Roberts et l'ancien gouverneur du New Hampshire Robert P. Bass réunirent une conférence qui adopta la « déclaration de Dublin » qui indiquait que la Charte des Nations unies n'était pas appropriée pour la défense de la paix et demandait un gouvernement mondial. Selon ce texte, « un tel gouvernement devrait être fondé sur une constitution à travers laquelle tous les peuples et les nations participeraient sur la base d'une représentation équilibrée qui prendrait en compte les ressources naturelles et industrielles ainsi que d'autres facteurs comme la population.  Il ne pourrait être fondé sur un traité […] dans lequel les États […] agiraient et voteraient en tant qu'États ». Grenville Clark et d'autres participants de la conférence de Dublin devinrent actifs dans l'association United World Federalists (UWF) et le World Federalist Movement. L'UWF eut un certain succès dans la période de l'après-guerre, alors que 23 assemblées législatives d'États des États-Unis adoptèrent des résolutions soutenant les buts de l'organisation. Cependant le Maccarthisme conduisit de nombreux membres importants à se résigner de peur que le sénateur Joseph McCarthy ne ruine leurs carrières. Aux États-Unis, l'internationalisme avait été assimilé au communisme.
Après la fin de la guerre froide, plusieurs facteurs ont contribué à l'apparition d'un environnement plus favorable pour les propositions d'une Assemblée parlementaire des Nations unies. Un rapport de la Commission Trilatérale note que la fin d'un monde dirigé par deux blocs rivaux - l'un pro-soviétique et l'autre pro-américain - a mené à une dispersion générale de la puissance. Croissance et interdépendance économique, prolifération des acteurs transnationaux, nationalisme dans des États faibles, diffusion de la technologie et un nombre croissant d'enjeux (problèmes environnementaux à l'échelle mondiale et prolifération des armes de destruction massive) ayant une dimension à la fois domestique et nationale, sont autant d'incitations nouvelles au développement d'une coopération internationale. La démocratie en général s'est étendue : en 2003, la fondation Freedom House a comptabilisé 121 démocraties électorales contre 66 en 1987 et 30 en 1975 (même si au milieu des années 2000 cette tendance semble avoir stagné). L'intégration rapide de l'Union européenne, une organisation internationale supranationale unique, dont le Parlement européen acquiert progressivement du pouvoir, fournit un exemple au monde sur la manière dont un parlement multi-national peut évoluer et fonctionner. L'Organisation mondiale du commerce et des organisations similaires ont suscité de grandes préoccupations alors qu'elles semblent gagner une influence croissante et un contrôle sur les conflits liés au commerce, tout en étant pas contrôlées par les peuples. Le président des États-Unis Bill Clinton a déclaré : « Nous devons insister pour que les organisations de commerce international soient ouvertes à la surveillance par le public et non pas des choses secrètes et mystérieuses qui suscitent de nombreuses critiques ». Une « nouvelle diplomatie » semble prendre forme dans laquelle les organisations non gouvernementales et les gouvernements coopèrent afin de créer de nouvelles institutions mondiales tel que la Cour pénale internationale. Le président de la commission consultative sur la diplomatie des États-Unis, Harold C. Pachios, fit observer :

« Depuis le moment où les gouvernements se sont organisés jusqu'à une époque récente, la diplomatie consistait à transmettre un message à un autre gouvernement, en général à travers un fonctionnaire/un ambassadeur au représentant d'un gouvernement étranger, et la réponse des représentants du gouvernement étranger.  Les relations internationales étaient régies par ces messages entre gouvernements et ces messages étaient traditionnellement secrets.  La révolution de l'information de la seconde moitié du XXe siècle, particulièrement au cours de sa dernière décennie, a significativement changé tout ceci.  Ce sont désormais plus souvent les citoyens des pays qui gouvernent les relations entre les nations. »